# Messerattacke in Forbury Gardens am 20. Juni 2020

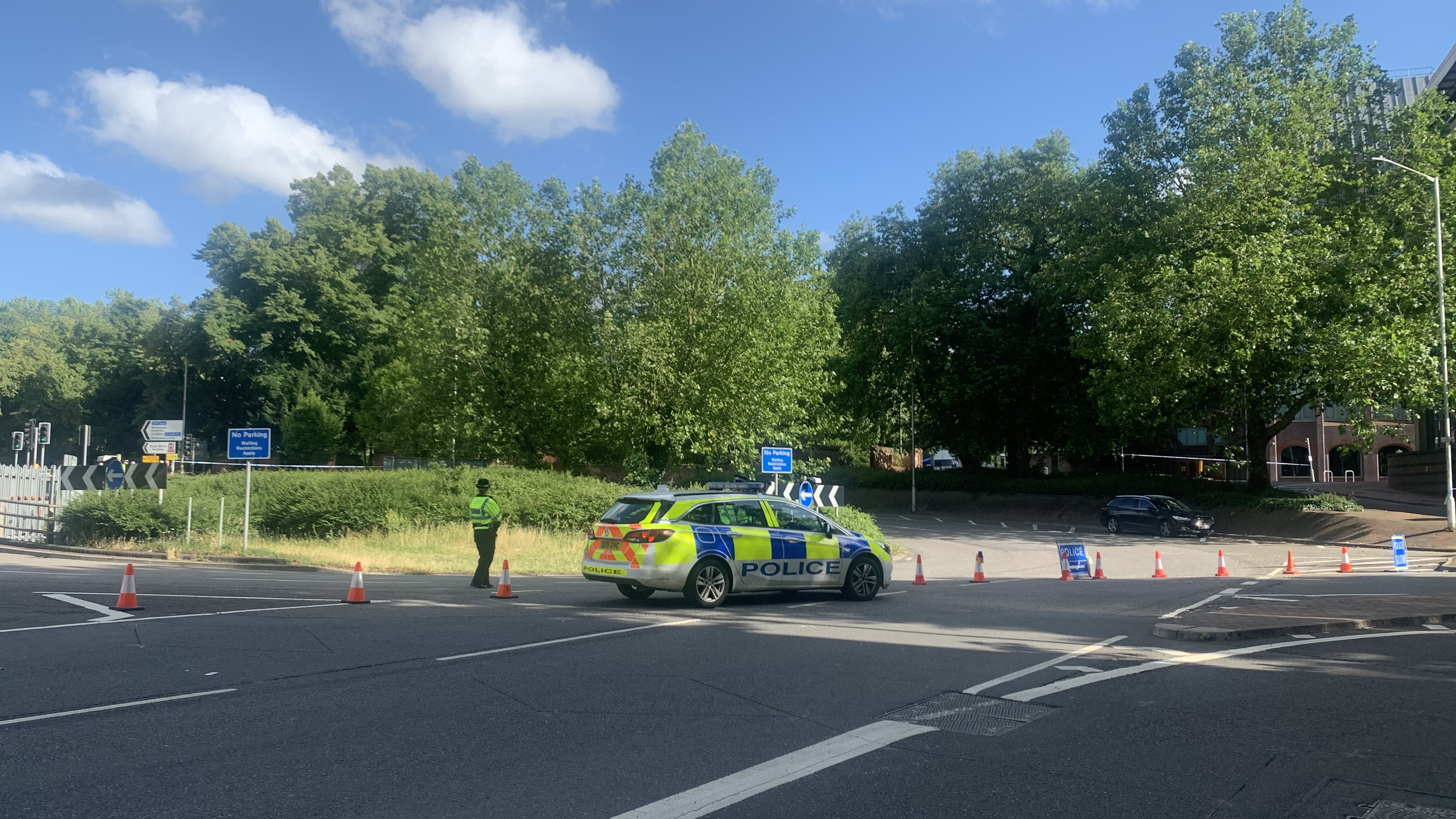
Polizeikräfte am Tag nach der Messerattacke

Am 20. Juni 2020 kurz vor 19:00 Uhr griff ein Mann mit einem Messer Menschen an, die sich in einem Park in Forbury Gardens trafen. Drei Menschen starben an ihren Wunden, drei weitere wurden schwer verletzt. Ein 25-jähriger libyscher Mann wurde kurz darauf in der Nähe wegen Mordverdachts und anschließend nach dem Terrorism Act 2000 verhaftet.

## Ablauf
Kurz vor 19:00 Uhr am 20. Juni 2020 griff ein Mann zwei Gruppen von Menschen, die sich in Forbury Gardens, einem öffentlichen Park im Zentrum von Reading etwa 60 km westlich von London, trafen, mit einem Messer an, das nach Schätzungen eines Zeugen mindestens 13 cm lang war. Einem Bericht zufolge wurden die Opfer in den Nacken, unter die Arme und in die Augen gestochen. Zeugenaussagen zufolge sei die Messerattacke „völlig zufällig“ gewesen. Um 18:56 Uhr Ortszeit begaben sich Beamte der Thames Valley Police in den Park.
Ein Verdächtiger mit einem Messer wurde fünf Minuten nach dem ersten Notruf von Polizeibeamten in der Friar Street in der Nähe des Parks gestellt. Der Mann wurde zunächst wegen Mordverdachts verhaftet und, während er sich nach Abschnitt 41 des Terrorism Act 2000 in Haft befand, erneut verhaftet.
Die Messerattacke wurde von mehreren Passanten mit ihren Smartphones gefilmt; die Polizei bat darum, ihr Filmmaterial nicht in sozialen Medien zu zeigen.

## Verletzte
Bei dem Anschlag gab es drei Tote und drei Schwerverletzte. Die Luftrettung wurden vor Ort eingesetzt und der South Central Ambulance Service entsandte sein Hazardous Area Response Team. Von den Verletzten wurden zwei in die Notaufnahme des Royal Berkshire Hospital in Reading eingeliefert. Eine weitere verletzte Person wurde in das John Radcliffe Hospital in Oxford gebracht.
Die drei getöteten Männer waren gemeinsame Freunde. Es handelte sich um einen 36-jährigen Lehrer an der Holt School in Wokingham, einen 39-jährigen amerikanischen Staatsbürger, der für ein Pharmaunternehmen arbeitete und seit 15 Jahren in Großbritannien lebte, und einen 49-jährigen leitenden Wissenschaftler des Chemieunternehmens Johnson Matthey.

## Verdächtiger
Der festgenommene 25 Jahre alte Khairi S. soll libyscher Staatsbürger sein. Er war 2012 aus Libyen in das Vereinigte Königreich gekommen und lebte zunächst in Manchester. Der Verdächtige wurde zwischen 2015 und 2019 sechsmal wegen fünfzehn Straftaten verurteilt. Mit Berufung auf eine Sicherheitsquelle berichtete Reuters, dass er schon 2019 dem britischen Inlandsgeheimdienst Security Service aufgefallen sei, da er zu extremistischen Zwecken reisen wollte und dass gegen ihn wegen dschihadistischer Bedenken ermittelt worden sei. 17 Tage vor dem Angriff war er aus dem Gefängnis entlassen worden, nachdem er wegen Besitz eines mit Klingen versehenen Artikels und Körperverletzung verurteilt worden war. The Guardian berichtete, dass der Verdächtige nach Ansicht der Geheimdienste psychische Probleme habe. Sky News berichtete außerdem, er habe in einer Wohnung in Reading gelebt und sei ein Flüchtling gewesen.

## Ermittlungen
In ersten polizeilichen Erklärungen der Thames Valley Police am Abend der Messerattacke hieß es, dass die Tat „derzeit nicht als terroristischer Vorfall behandelt“ werde und dass die Ermittler „hinsichtlich der Motivation offen bleiben“, obwohl Beamte der Terrorismusbekämpfung eingesetzt wurden. Am nächsten Morgen erklärte die Anti-Terrorismus-Polizei Südost, dass es sich bei den Anschlägen um „einen Terrorvorfall“ handele. Sie übernahm mit Unterstützung des Security Service das Kommando über die Messerattacke von der örtlichen Polizei. Die Polizei diskutiert mögliche Anklagen mit Anwälten der Staatsanwaltschaft.

## Gerichtsverfahren
Am 29. Juni 2020 erschien der Verdächtige per Videoschaltung vor dem Westminster Magistrates’ Court, der in drei Anklagepunkten des Mordes und des versuchten Mordes angeklagt war. Nach Angaben des Staatsanwaltes rief der Angeklagte bei der Tat „Allahu akbar“.
Er wurde in Untersuchungshaft genommen und erschien per Videoschaltung aus dem Gefängnis Belmarsh in London im Old Bailey. Die nächste Anhörung war für den 10. Juli im Old Bailey angesetzt.

## Reaktionen
Premierminister Boris Johnson drückte sein Beileid aus und dankte den Notfalldiensten für die Reaktion auf den Vorfall. Am folgenden Morgen, den 21. Juni, kam Johnson in 10 Downing Street mit hochrangigen Ministern, Polizei- und Sicherheitsbeamten zusammen, um über die Ereignisse informiert zu werden. Innenministerin Priti Patel und der Vorsitzende der Labour Party, Keir Starmer, äußerten sich beide besorgt über die Messerattacke.
Der Vorsitzende des Reading Borough Council sagte, er sei „schockiert und entsetzt“ über den „schrecklichen und sinnlosen Angriff“, drückte sein Beileid aus und dankte den Notfalldiensten für ihre Reaktion. Der Stadtrat gab eine Erklärung heraus, in der dieser sagte, dass die „Gedanken und Gebete bei den Familien der drei Menschen sind, die ihr Leben verloren haben, und für diejenigen, die noch schwer verletzt sind“, und kündigte an, dass ihre Flagge für diesen Tag auf halbmast wehen werde.